# Михайловск (Гомельская область)
Михайловск (бел. Міха́йлаўск) — посёлок в Шарпиловском сельсовете Гомельского района Гомельской области Беларуси.

## География

### Расположение
В 29 км на юго-запад от Гомеля.

### Гидрография
Кругом мелиоративные каналы, соединённые с рекой Днепр. В 2,2 км от посёлка расположено Михайловское водохранилище (водоток / бассейн — Рудня-Маримоновский и Трояновский каналы).

## Транспортная сеть
Транспортные связи по просёлочной, затем автомобильной дороге Новая Гута — Гомель. Планировка состоит из дугообразной, почти меридиональной улицы. Застройка деревянная, усадебного типа.

## История
Основан в начале XX века переселенцами из соседних деревень. В 1926 году в Объединённо-поселковом сельсовете Дятловского района Гомельского округа. В 1930 году организован колхоз «Искра Ильича», работали 2 кузницы. В 1959 году в составе совхоза «Междуречье» (центр — деревня Шарпиловка).

## Население

### Численность
- 2004 год — 25 хозяйств, 44 жителя

### Динамика
- 1926 год — 19 дворов, 99 жителей
- 1959 год — 195 жителей (согласно переписи)
- 2004 год — 25 хозяйств, 44 жителя